# It don't come easy
It don't come easy is de eerste Europese single van Ringo Starr als soloartiest. In de Verenigde Staten werd het nog voorafgegaan door Beaucoups of blues. Het verscheen destijds niet op een regulier album van Starr, maar in de loop der jaren werd het meegenomen op verzamelalbums van de artiest. De titel verwijst naar het leven als een Beatle ten tijde van het uiteenvallen van de band. Toch werkten aan het plaatje voor minstens 50 % Beatles mee (Starr, Harrison, Martin).

## Achtergrond
De opnamen begonnen op 18 februari 1970 in de Abbey Road Studios 2 te Londen tijdens de opnamen van wat zou resulteren in het album Sentimental journey. De werktitel van het lied was You gotta pay your dues en de opnameleider was George Martin (‘vijfde Beatle’). Verder aanwezig waren George Harrison (gitaar), Klaus Voormann (basgitaar), Stephen Stills (piano) en Starr (drums) zelf. Er werden die dag en de daaropvolgende dagen meer dan twintig basistracks opgenomen, welke voorts werden voorzien van extra dubs. De heren kozen uiteindelijk opname 30 als “definitief “. Deze opname bleef echter op de plank liggen want op 8 maart 1970 begon Starr opnieuw, nu in de Trident Studios.
George Martin als muziekproducent was ingeruild voor George Harrison en onder diens leiding begonnen Klaus Voormann, Stephen Stills, Mal Evans (percussie) en Ron Cattermole (saxofoon, trompet) aan een nieuwe versie. 9 maart 1970 werden nog wat overdubs gemaakt, maar opnieuw belandde het op de plank. De opnamen van deze onvoltooide versie zijn wel te beluisteren op enkele bootlegs. Pas in oktober 1970 pakte Starr de draad weer op en schakelde ook Pete Ham en Tom Evans van Badfinger in voor de achtergrondzang. Dan duikt ook ineens de tekstregel Hare Krishna op. Harrison was niet altijd bij die opnamen aanwezig, er gaan geruchten rond dat Eric Clapton dan zijn plaats in nam. Apple Records werd al in maart 1970 geconfronteerd met geruchten dat Starr een soloplaatje aan het opnemen was, maar hield de boot consequent af. De single zou pas in april 1971 uitgegeven worden. 
Starr nam voor It don’t come easy een aantal promotiefilmpjes op, waarvan er één in Noorwegen geschoten werd. Deze filmpjes waren bijvoorbeeld te zien in Top of the Pops. Starr zou het nummer zelf nog een aantal keren opnieuw opnemen en zong het ook tijdens Harrisons Concert for Bangladesh. Aan die opnamen is te horen dat Starr een deel van tekst inmiddels vergeten was. Starr zou It don’t come easy pas veel later weer zingen met zijn All-Star Band. In andere nummers verwees Starr weleens naar dit nummer (Well I said it don’t come easy, well I sure know how it feels). It don’t come easy bracht het nog tot de animatiereeks The Simpsons, aflevering Brush with greatness.
Een tiental artiesten heeft het nummer gecoverd, waaronder The Smithereens. Er is een Duitse versie bekend onder de titel Sie kommt nie wieder van zanger Mano op Philips Records.

## Hitnotering
It don’t come easy verkocht goed in de Verenigde Staten. Het haalde in de Billboard Hot 100 de vierde plaats. Hij stond twaalf weken in die lijst. Ook in de UK Singles Chart haalde het een vierde plaats in maar elf weken.

### Nederlandse Top 40
Alarmschijf
| Positie: | 20 | 11 | 9 | 10 | 16 | 25 | uit |

### NederlandseHilversum 3 top 30
| Positie: | 22 | 12 | 7 | 9 | 15 | 23 | uit |

### BelgischeBRT Top 30
| Positie: | 20 | 14 | 10 | 11 | 16 | 26 | uit |

### Vlaamsevoorloper Ultratop 30
Het stond zeven weken genoteerd met als hoogste plaats plaats 7.

### NPO Radio 2 Top 2000
It Don't Come Easy stond alleen in 1999 in de NPO Radio 2 Top 2000, op plek 1802.